# Discurso sobre la reforma del Estado de Florencia
El Discurso sobre la reforma del Estado de Florencia (en italiano: Discorso sopra il riformare lo stato di Firenze) es una obra escrita por Nicolás Maquiavelo en 1520. Fue redactada durante el período de restauración del poder de los Médici en Florencia, en un contexto de inestabilidad política y de crisis de las instituciones republicanas. Maquiavelo, tras haber sido apartado de la vida pública, buscaba recuperar su influencia proponiendo una reorganización del orden político florentino. En el texto, Maquiavelo expone una propuesta para reformar el gobierno de la ciudad, defendiendo el retorno a un modelo republicano, aunque adaptado a las circunstancias del momento. Plantea la necesidad de un equilibrio entre las instituciones populares y aristocráticas, acompañado de un liderazgo fuerte que asegure la estabilidad sin caer en el autoritarismo. Sostiene que la libertad política solo puede mantenerse mediante la participación activa de la ciudadanía y el conflicto institucionalizado entre los distintos órdenes sociales. Aborda temas recurrentes en su pensamiento político, como la virtud cívica, el rol del pueblo en la defensa de la república y la importancia de instituciones sólidas para evitar la corrupción y la tiranía. La obra se inscribe dentro de la concepción general del poder desarrollada por Maquiavelo, y guarda una estrecha relación con sus otros escritos mayores, como El príncipe y los Discursos sobre la primera década de Tito Livio.